# Jörg Möller
Jörg Werner Möller (* 1. Januar 1963 in Aachen) ist ein deutscher Sportwissenschaftler, Japanologe, Historiker und Gymnasiallehrer.

## Leben
Möller studierte zunächst Geschichte und Sportwissenschaft für höheres Lehramt an der Universität zu Köln und der Deutschen Sporthochschule Köln sowie an der Japanischen Sportuniversität (Nippon Taiiku Daigaku) in Tokyo. Später beschäftigte er sich mit Japanologie, Pädagogik und Völkerkunde. Die Jahre 1991 bis 1993 verbrachte Möller als Referent der Deutschen Gesellschaft für Natur- und Völkerkunde Ostasiens in Tokyo. In den Jahren 1997 bis 2003 war Möller Leiter des Christlich-Pädagogischen Instituts der Arnold-Dannenmann-Akademie des Christlichen Jugenddorfwerks Deutschlands (CJD) in Eppingen. Von 2003 bis 2009 war Möller Schulleiter der Realschule der CJD Christophorusschule Königswinter und im Anschluss von August 2010 bis 2016 Schulleiter der Valentin-Traudt-Schule Großalmerode. Anschließend leitete Möller die Rhenanus-Schule in Bad Sooden-Allendorf, bis er im Januar 2023 frühzeitig in den Ruhestand ging.
Im Mai 2023 wurde Möller zum Bundesführer des Nerother Wandervogels gewählt. Er ist seit der Gründung 1921 die vierte Person auf diesem Posten.

## Privates
Möller betreibt in seiner Freizeit die beiden japanischen Sportarten Judo und Kendō.

## Werke (Auswahl)
- Jörg Möller: Sumo – Kampf und Kult: Historische und religiöse Aspekte des japanischen Ringens. Academia Verlag, 1990. ISBN 978-3-88345-573-0.
- Jörg Möller: Sumō. Eine Publikation der Deutschen Gesellschaft für Natur- und Völkerkunde Ostasiens. Iudicium Verlag, 1990. ISBN 3-89129-295-3.
- Jörg Möller: Spiel und Sport am japanischen Kaiserhof im 7. bis 14. Jahrhundert. Iudicium Verlag, 1993. ISBN 3-89129-290-2.
- Jörg Möller: Emil Hausknecht. Ein deutscher Pädagoge im Japan der Meiji-Zeit. In: Asiatische Studien. Band 48, Nr. 1, 1994, S. 247–256 (e-periodica.ch).
- Jörg Möller: Damit „in keinem Haus ein Unwissender zu finden sei“. Zum Wirken von Emil Hausknecht und der Herbart-Rezeption in Japan. Iudicium Verlag, 1995. ISBN 978-3-89129-309-6.
- Jörg Möller: Geschichte der Kampfkünste. Verlag der Universität Lüneburg, 1996. ISBN 978-3-927816-38-1.
- Jörg Möller: Japans Bildungskrise: Problembereiche und Reform des Schulwesens. Harsewinkel / LDEZ, 1997. ISBN 978-3-9804894-2-3.
- Jörg Möller: Japan und das preußische Erziehungswesen. In: Gerhard Krebs (Hrsg.): Japan und Preußen. Iudicium Verlag, 2002. ISBN 978-3-89129-843-5. Seite 305–318.
- Jörg Möller und Hartmut Hühnerbein: Keiner darf verloren gehen! Das Leben des CJD-Gründers Arnold Dannenmann. Hänssler Verlag, 2008. ISBN 978-3-7751-4507-7.